# 10549 Helsingborg
10549 Helsingborg este un asteroid din centura principală de asteroizi.

## Descriere
10549 Helsingborg este un asteroid din centura principală de asteroizi. A fost descoperit pe 2 septembrie 1992 la Observatorul La Silla de Eric Walter Elst. Asteroidul prezintă o orbită caracterizată de o semiaxă mare de 2,56 ua, o excentricitate de 0,17 și o înclinație de 13,7° în raport cu ecliptica.